# Barney Wilen

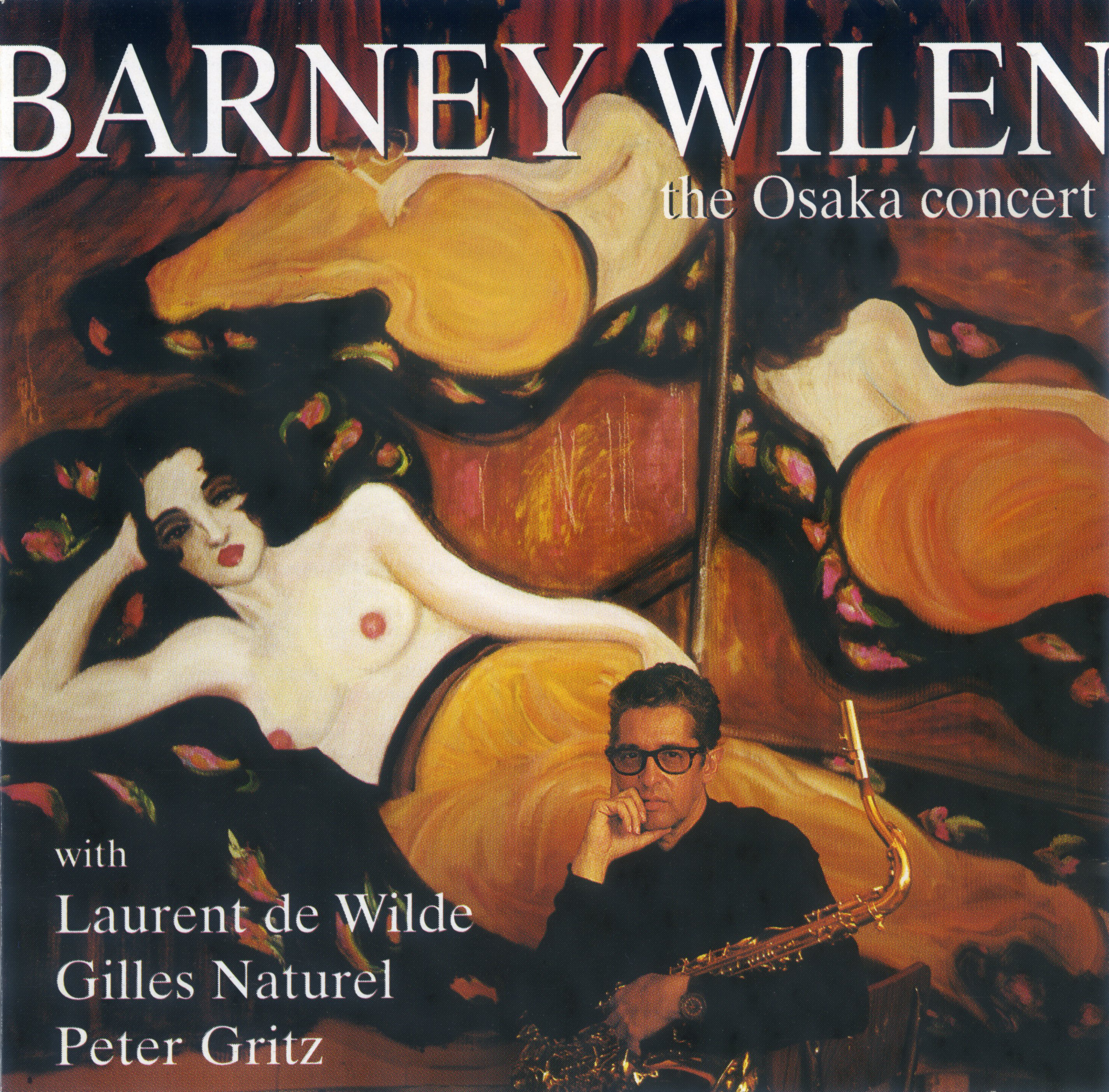
Barney Wilen photographed by Patrick Wilen, Paris 1990 - Painting: Marie Möör

Bernard Jean Wilen, dit « Barney Wilen », né le 4 mars 1937 à Nice et mort le 25 mai 1996 à Aubervilliers, est un saxophoniste de jazz français. Il jouait principalement du saxophone ténor.

## Biographie
Né à Nice, d'un père américain et d'une mère française, le jeune Barney commence à se produire dans les clubs de sa ville sur les encouragements de l'écrivain Blaise Cendrars, qui est un ami de sa mère.
Sa carrière s'intensifie en 1957 : le trompettiste Miles Davis, de passage à Paris, est chargé de créer la musique du premier long métrage de Louis Malle, Ascenseur pour l'échafaud, et il recrute Barney Wilen, alors âgé de 20 ans, ainsi que le pianiste René Urtreger, le contrebassiste Pierre Michelot et le batteur Kenny Clarke. C'est les yeux rivés sur l'écran installé dans le studio qu'ils improvisent ensemble et enregistrent la bande-son du film, en une nuit, « sur les idées esquissées par Miles Davis : un parfait contrepoint aux images du film ».
Deux ans plus tard, en 1959, Wilen enregistre avec le quintette du pianiste Thelonious Monk, puis est choisi par le batteur Art Blakey pour interpréter la musique des Liaisons dangereuses 1960, de Roger Vadim. Cette année-là, il apparaît dans l'émission télévisée Jazz memories, archivée par l'INA, dans l'épisode « En direct du club Saint Germain ». On le voit interpréter, aux côtés de Clark Terry, Kenny Clarke, Pierre Michelot et Bud Powell, les titres No Problem et Miguel's Party de la bande originale du film Les liaisons dangereuses 1960. Il est interviewé par le présentateur Sim Copans, à qui il explique revenir des États-Unis, où il a participé au Festival de Jazz de Newport avec la pianiste Toshiko Akiyoshi, le contrebassiste Tommy Bryant et le batteur Roy Haynes. On peut aussi voir dans cet enregistrement Jacques Thollot, alors âgé de treize ans et jouant à la batterie le standard de jazz A Night in Tunisia, de Dizzy Gillespie.
Durant les années 1960, Barney Wilen s'intéresse au rock et enregistre en 1968 un disque consacré à Timothy Leary. En 1969, il part en Afrique avec Caroline de Bendern, des musiciens et une équipe de tournage ; il en rapporte un disque, Moshi (1972), synthèse de jazz et de musiques africaines, que Pierre Barouh, sur le coffret Dix ans de Saravah qualifiera d'« album superbe passé inaperçu ».
A la fin des années 1970 il travaille pour la ville de Nice à la demande de Jacques Médecin dans le cadre d'une association qu'il met en place : le " Burodujazz" pour la création de manifestations "jazzistiques". C'est ainsi qu'il travaille en collaboration avec Cyril de La Patellière pour la communication graphique.
Il compose, dans les années 1980 ainsi que dans la décennie suivante, plusieurs musiques pour des films français. En 1982, il fait la rencontre de l'artiste Marie Möör. Ensemble, ils cofondent le label AAAA, publient un premier 45 tours et le titre Pretty Day. Elle écrit le texte et l’interprète, Barney Wilen produit le disque, écrit la musique et joue du saxophone ténor accompagné par les musiciens Claude Micheli et Guillaume Loizillon. Le titre ressort en 2008 pour la compilation Bippp et inclus en 2011 dans l'édition spéciale Marie Möör & Barney Wilen (Cendrilion). À propos de Cendrilion, Bruno Bayon en 2007 le décrit comme « le temps d'un album classique rock français (inédit lui aussi) ». La sortie 2011 permettra de découvrir les titres Garçon à lunettes, Mon blouson c'est ma maison, Boys in Blue, Angelo, Beau masque, Skurt & Grixy restés longtemps inaccessible pour le public. Wilen travaille également avec des rockeurs punk, avant de revenir au jazz dans les années 1990.
Il décède le 25 mai 1996 d'une crise cardiaque à Aubervilliers, à l'âge de 59 ans,,.

## Hommages

### Littérature
Barney Wilen est nommé dans le 235e des 480 souvenirs cités par l'écrivain Georges Perec dans Je me souviens (1978).

### Bande dessinée
La bande dessinée Barney et la note bleue, de Loustal (dessin) et Paringaux (texte), parue initialement en 1985 dans le magazine (À suivre), est très librement inspirée de sa vie. Barney Wilen a rencontré les deux auteurs après la parution ; cette rencontre a débouché sur le disque La Note bleue, qui se veut la « bande originale » de la BD.

### Film documentaire
En 2006, un film documentaire intitulé Barney Wilen, the rest of your life lui est consacré par le réalisateur Stéphane Sinde.

## Discographie

### Discographie générale
- 1954 : Henri Renaud Quintet - Brodcast
- 1955 : Jay Cameron's International Sax Band - Swing
- 1957 : The Barney Wilen Quintet - Jazztone
- 1957 : Tilt - Vogue/Swing
- 1958 :
  - Jazz sur Seine - Philips
  - Jazz sur la Croisette (compilation avec Barney Wilen lors du festival de jazz de Cannes 1958) - (INA Mémoire vive / Abeille Musique)
- 1959 :
  - Un témoin dans la ville - Fontana
  - Newport '59 - Fresh Sound Records
  - Barney - RCA
- 1962 : Jazz Soundtrack From Mental Cruelty - Decca
- 1966 : Zodiac Suite - Vogue
- 1967 : Le Nouveau Jazz - Mouloudji
- 1967 et 68 : Auto Jazz - the tragic destiny of Lorenzo Bandini - Saba / MPS
- 1968 : Dear Prof. Leary - MPS
- 1972 : Moshi - Saravah
- 1983 : Barney Wilen & Dièse 440 - Live in Paris - Impro (Futura et Marge) - Dièse 440 : Michel Bertier, Guillaume Loizillon, Claude Micheli
- 1986 : Flashback - Paris Jazz Corner
- 1987 :
  - La Note bleue - IDA
  - French Ballads - IDA
- 1989 : Wild Dogs of the Ruwenzori - IDA
- 1989 : French story - Pony Canyon
- 1990 : Paris Moods - Alfa Jazz
- 1991 :
  - Sanctuary - IDA
  - Modern nostalgie (Starbust Forever) - Alfa Jazz
- 1992 :
  - Dream time - Deux
  - Aigre-douce - Alfa global
  - Le grand cirque - Nato
- 1993 :
  - Essential Ballads - Alfa Jazz
  - Talisman - IDA
  - Inside nitty = Gritty - Venus
- 1994 :
  - Barney Wilen Quartet, New York Romance - Venus
  - The Osaka concert - Trema
- 1995 :
  - Passione - Venus
  - Le Jardin aux sentiers qui bifurquent - Celp Musiques

### En invité

#### AvecRoy Haynes
- 1954 : Roy Haynes Band - Vogue

#### AvecArt Blakeyet lesJazz Messengers
- 1959 : Les liaisons dangereuses - Fontana
- 1959 : Paris Jam Session - Fontana

#### AvecMiles Davis
- 1957 : Miles Davis And Barney Wilen Quartet - Carlyne
- 1958 : Ascenseur pour l'échafaud - Polygram/Fontana

#### AvecSacha DisteletJohn Lewis
- 1957 : Afternoon in Paris - Disques Versailles

#### AvecBud Powell
- 1959 : Cookin' at Saint-Germain 57-59 - Mythic Sound
- 1961 : Pianology - Moon

#### AvecMartial Solal
- 1958 : Martial Solal et son Grand Orchestre - Swing